# Лутовинов, Александр Иванович
Александр Иванович Лутовинов (род. 24 сентября 1945, Ленинград) — советский и российский шахматист, мастер спорта СССР (1983), международный мастер ИКЧФ (1991 или 1992).
Выступает преимущественно в заочных соревнованиях. В составе сборной Ленинграда участник командных чемпионатов СССР по переписке. В 8-м командном чемпионате СССР (1984—1987 гг.) выступал на 1-й доске (8½ из 16, 8—9 место на доске).
Главное спортивное достижение — бронзовая медаль 15-го чемпионата СССР по переписке (1981—1983 гг.; 12 из 18, по дополнительным показателям уступил И. П. Китайгородскому).
В постсоветские годы участвовал в ряде крупных международных соревнований, например, в мемориале А. М. Константинопольского (1993—1998 гг.).